# Merlara
Merlara (Merlara in veneto) è un comune italiano di 2 542 abitanti della provincia di Padova in Veneto.
Ha un'unica frazione, Minotte.

## Storia

### Simboli
Lo stemma è stato concesso con regio decreto n. 1048 del 10 agosto 1928.
Il gonfalone, concesso con DPR del 15 dicembre 1981, è un drappo di bianco alla fascia di nero anche se de facto l'amministrazione comunale utilizza un gonfalone partito di azzurro e di bianco.

## Monumenti e luoghi d'interesse

### Architetture religiose
- Chiesa della Natività della Beata Vergine Maria, costruita nel 1891, al cui interno è custodita una pala dipinta nel 1591 da Leandro da Ponte.

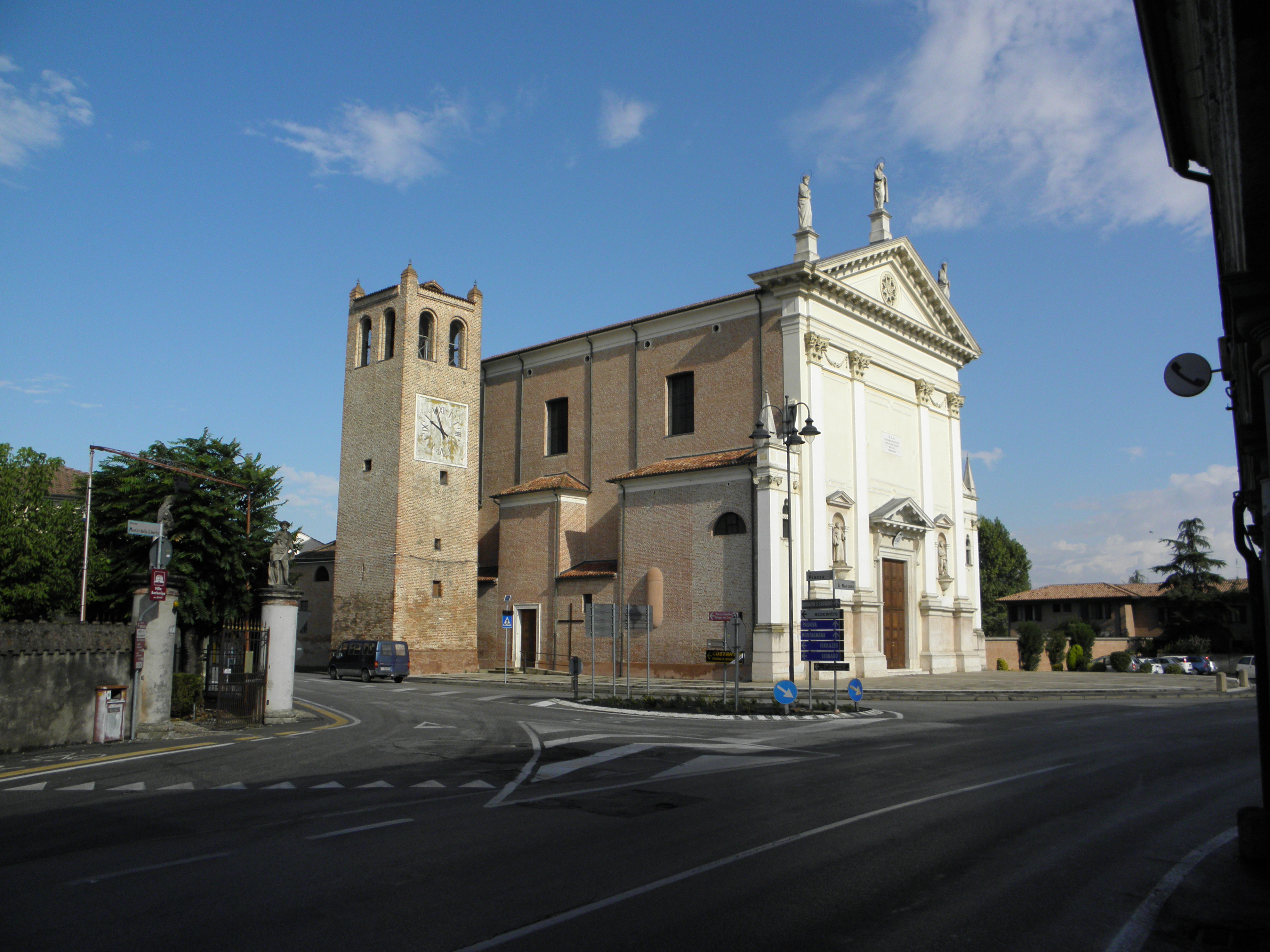
Chiesa della Natività della Beata Vergine Maria
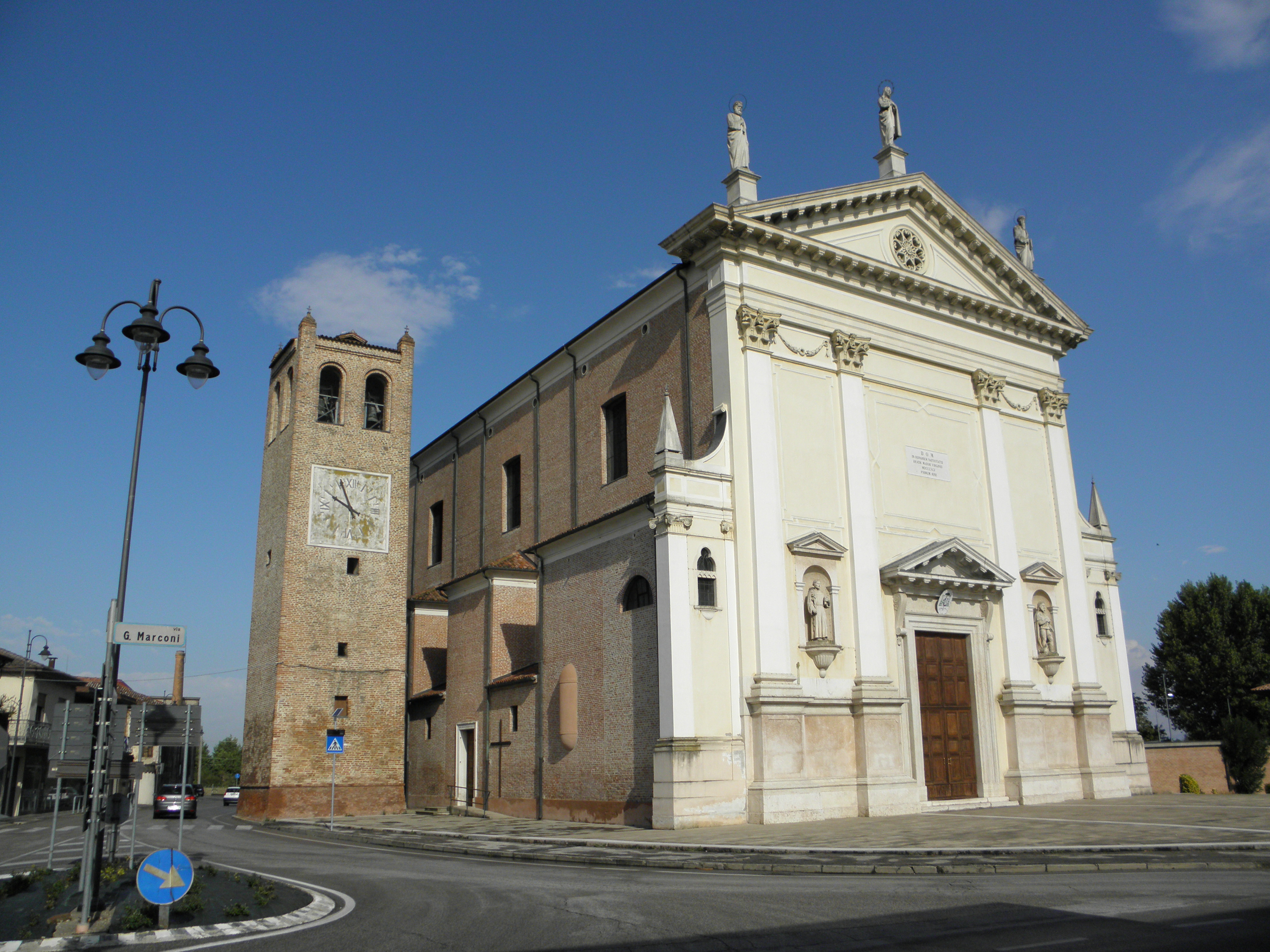
Chiesa della Natività della Beata Vergine Maria

### Architetture civili
- Villa Barbarigo - Da Zara, villa patrizia seicentesca di derivazione palladiana circondata da un parco costituito da magnolie secolari. La villa è stata di proprietà di varie famiglie, tra cui i Barbarigo e i Da Zara.

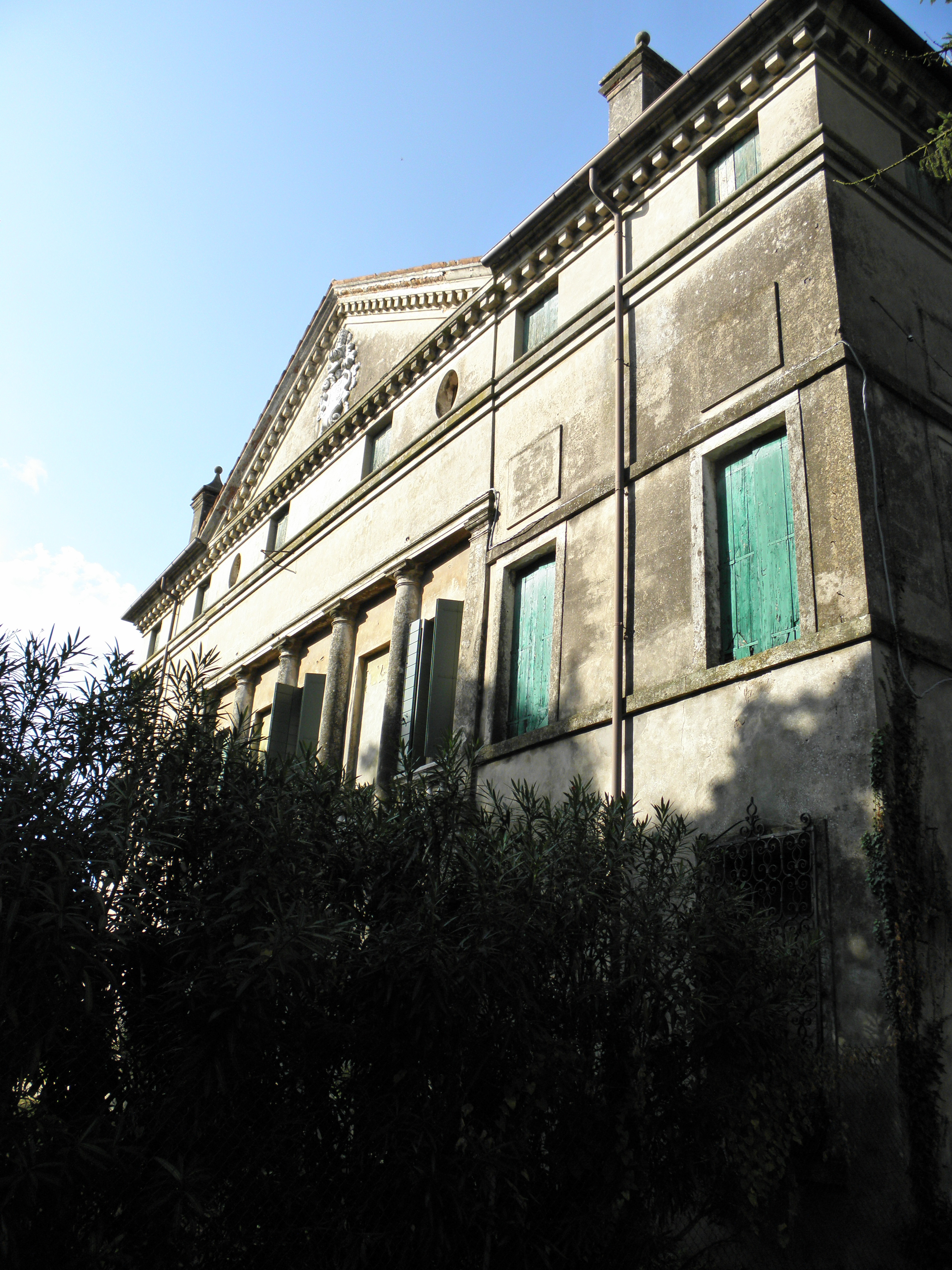
Villa Barbarigo - Da Zara
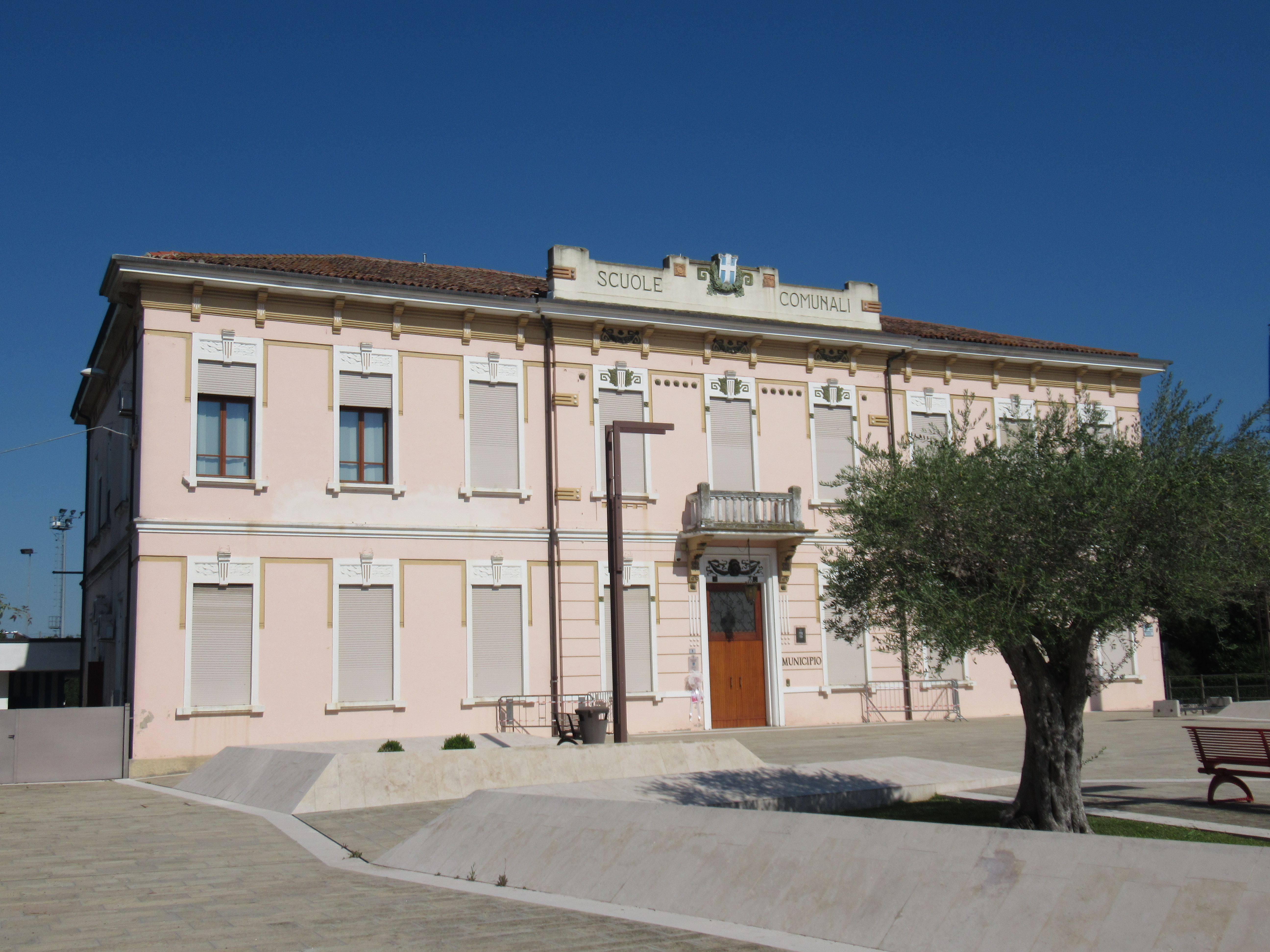
Municipio
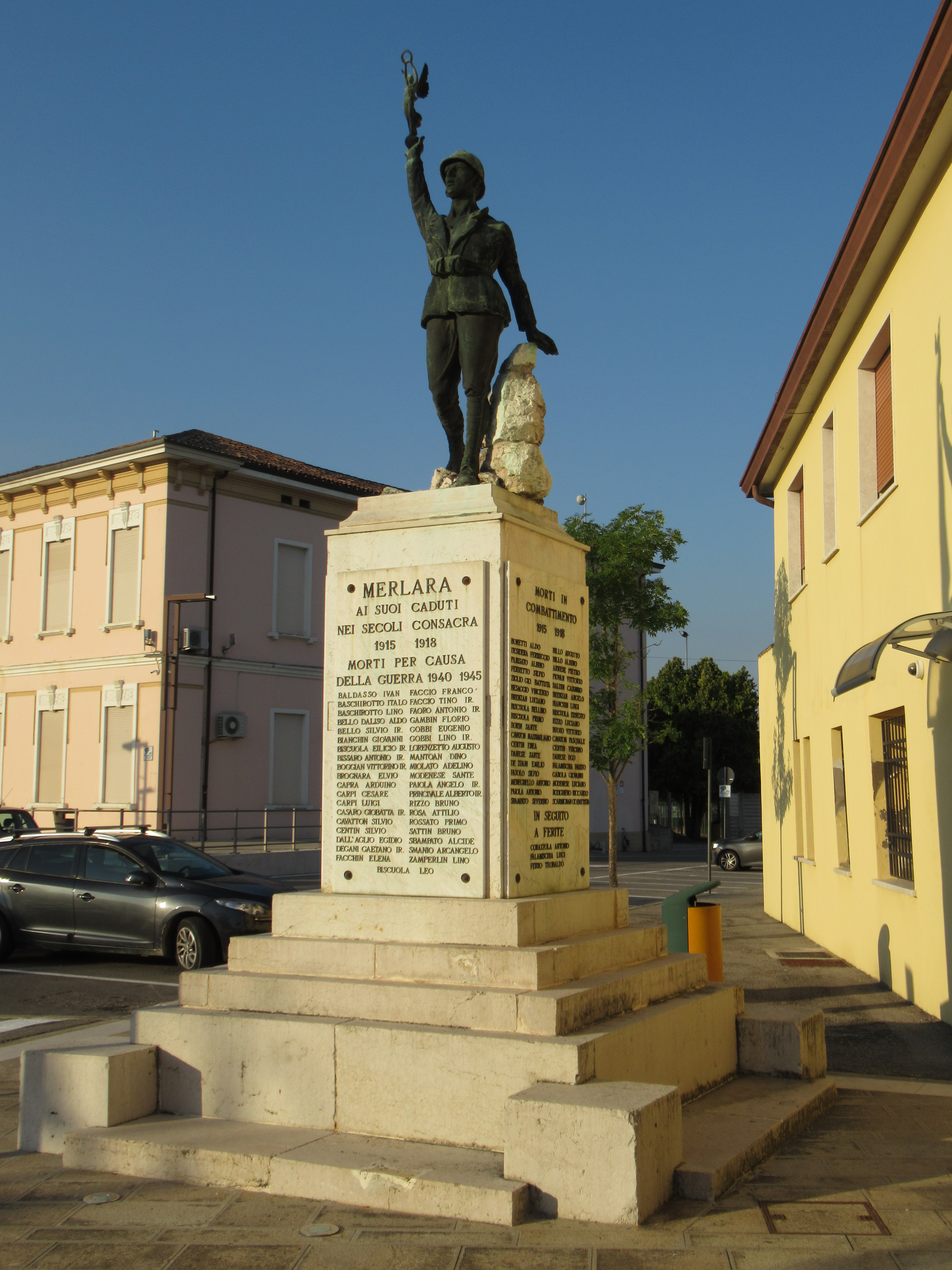
Monumento ai caduti

## Società

### Evoluzione demografica
Abitanti censiti

## Economia
A Merlara e nei comuni limitrofi si produce l'omonimo vino DOC.

## Amministrazione
Nel 1993 viene introdotta l'elezione diretta del sindaco da parte dei cittadini, secondo quanto riportato nella legge n. 81 del 25 marzo dello stesso anno. Di seguito vengono riportati i sindaci di Merlara dal 1993 ad oggi.
| Sindaco          | Partito                            | Periodo        | Elezione |
| ---------------- | ---------------------------------- | -------------- | -------- |
| Renzo Peruzzi    | Liga Veneta                        | 1993-1997      | 1993     |
| Renzo Peruzzi    | Lega Nord                          | 1997-2002      | 1997     |
| Pier Luigi Carpi | Lista civica di centro-destra      | 2002-2007      | 2002     |
| Pier Luigi Carpi | Lista civica                       | 2007-2012      | 2007     |
| Claudia Corradin | Lista civica "Merlara Bene Comune" | 2012-2017      | 2012     |
| Claudia Corradin | Lista civica "Merlara Bene Comune" | 2017-2022      | 2017     |
| Daniele Boron    | Lista civica "Vivi Merlara"        | 2022-in carica | 2022     |

## Sport

### Calcio
La squadra locale è l'ASDC Merlara che milita in Promozione. È nata nel 1926.